# 더 하우스 오브 더 데드
《더 하우스 오브 더 데드》(영어: The House of the Dead)는 세가의 AM1연제작의 호러 건슈팅 게임 시리즈 및 그 파생 작품이다. 약칭은 타이틀의 머리 글자로부터 취한 「HOD」. 2003년과 2005년 영화 두편으로도 나왔다.

## 개요
하우스 오브 더 데드 시리즈는 세가의 AM1 R&D Dept.(현·세가 와우, III 발매 당시에는 개발분사인 와우 엔터테인먼트로 독립되어 있었다) 제작의 건 슈팅 게임이다. 파생 타이틀도 많아서 타이핑으로 좀비를 공격하는「더 타이핑 오브 더 데드」, 핀볼로 좀비를 쓰러뜨리는「더 핀볼 오브 더 데드」, 2008년에는 키워드를 영어로 번역해서 쳐넣어 좀비를 쓰러뜨리는「좀비식 영어력 소생방법 ENGLISH OF THE DEAD」도 발매되었다.
- 하우스 오브 더 데드 시리즈 스토리 순서

하우스 오브 더 데드 오버킬 - 하우스 오브 더 데드 1 - 하우스 오브 더 데드 2 - 하우스 오브 더 데드 3 - 하우스 오브 더 데드 4 - 하우스 오브 더 데드 4 SP - 하우스 오브 더 데드 스칼렛 던

## 특징
주관 시점의 3D 건 슈팅으로, 차례차례로 나타나는 좀비(HOD2,4의 최종 스테이지에서는 휴머노이드)를 공격해 간다.이동은 레일식이며, 기본적으로 미리 결정된 장소에 자동적으로 이동·시점 변경을 실시한다.
스테이지상에는 몇 개의 분기점과 난이도의 랭크가 있는 것이 본 시리즈의 특징으로, 좀비의 습격을 받고 있는 사람을 보호하는(좀비를 넘어뜨린다)와 진행 루트가 변화하거나 라이프 회복 아이템을 주거나 한다. 진행 루트에 의해서 스테이지의 내용이나 보스전의 내용이 변화하는 일도 있다. 랭크는 시간 경과나 아이템을 취하거나 하면 올라서 가 적이 재빠르게 되거나 넘어뜨리는데 많은 총알이 필요하게 되거나 한다(공격한 장소에 의해서 한층 더 바뀌어 오지만, 약점인 머리 부분은 랭크의 보정을 받지 않는다). 적의 공격이나 사람에게의 오발 등에서 데미지를 받으면 내린다(「III」이후는 일반인은 등장하지 않고, 오발로 라이프를 잃는 일은 없어졌다. 또, 라이프를 회복하는 방법이 일부 변한다). 덧붙여서「1」,「2」로의 무기는 권총(6발장전),「III」에서는 산탄총(6발장전),「4」에서는 머신건(30발장전)이 되고 있다.「4」에서는 회수 제한이 있지만 고위력의 수류탄(버튼 누르기), 총을 흔드는 것으로 위기를 벗어난다고 하는 액션 요소가 추가되었다. 또 2 이후, 신형 기판 사용 게임의 제일탄으로서 릴리스 되게 되었다.

## 주요 작품

### 본작
- 하우스 오브 더 데드
- 하우스 오브 더 데드 2
- 하우스 오브 더 데드 III
- 하우스 오브 더 데드 4
- 하우스 오브 더 데드 스칼렛 던

### 외전
- 하우스 오브 더 데드 EX
- 세가 골든 건

### 영화
- 하우스 오브 더 데드(2003)
- 하우스 오브 더 데드 2(2005)

## 같이 보기
- 하우스 오브 더 데드 시리즈의 등장인물
- 타롯카드